# وب ۲٫۰

تگ‌کلودی که نمایه وب ۲ را نشان می‌دهد.

طرّاحی و معماری وب ۲٫۰ بر پایهٔ مشارکت‌ها، همکاری‌ها، و تعامل ها (interactions) انسان‌ها، ماشین‌ها، نرم‌افزار، و عامل‌های هوشمند با یکدیگر استوار است.
وب ۱٫۰ بسیار محدودتر و ساده‌تر بود، و تنها تعدادی نسبتاً اندک از مؤسّسات گوناگون، دانشگاه‌ها، مراکز تبلیغاتی و غیره به ایجاد مطلب و محتوا بر روی آن مبادرت می‌نمودند. این، در حالی بود که کاربران در وب ۱٫۰ تنها امکان دسترسی به اطّلاعات موجود و استفاده از آن‌ها را داشتند و نه توان ایجاد یا تغییر را. در وب ۲٫۰، کاربران قادرند خود به ایجاد و خلق محتوا اقدام نمایند، آن را ساماندهی و تنظیم کنند، دیگران را در اطّلاعات و داشته‌های خود شریک و سهیم سازند، یا به انتقاد و تغییر بپردازند.
هر روز انبوهی از مطالب و اخبار در وب سایت‌ها و وبلاگ‌های مختلف منتشر می‌شود. برخی از سایت‌های فارسی بر اساس تفکر «وب ۲٫۰» ساخته شده‌است. صدها کاربر سایت هنگام وب گردی هر مطلب جالبی که پیدا می‌کنند را در این سایت قرار می‌دهند. نتیجه کار این است که می‌توان از مطالب پرطرفدار وب مطلع شد بدون این که خود را در انبوهی از اطلاعات غرق کنید. «نرم‌افزارهای مبتنی بر وب» محیط وب را از صفحات ساده تبدیل به دنیایی چند بعدی کرده‌اند که امکان ارتباطات فردی و کارهای گروهی را فراهم کرده‌است. شبکه‌های اجتماعی به وجود آمدند و با استقبال گسترده کاربران رو به رو شدند. یکی از بهترین تعاریف «وب ۲٫۰» این است که وب تبدیل به بستری شده که می‌توان همه جور نرم‌افزاری را بر پایه آن ساخت تا کاربران فارغ از نیاز به نصب آن بر روی کامپیوتر شخصی خود بتوانند از هر جایی به آن‌ها دسترسی داشته باشند.
تفاوت اصلی وب۱ و وب۲ آن است که، وب۲ مبتنی بر کاربر و کاربر محور است.

## مشخصه‌ها و ویژگی‌های مهم وب ۲٫۰
۱- مردمی‌تر
۲- سازوکار خود ترمیمی محتوای وب ۲
1. جهش در معنای آموزش
2. پویایی داده‌ها
3. مفهومی به نام سرویس
4. پول‌سازی با قلک

online -۷- حرکت در فضای سه بعدی
۸-امکان تعامل بیشتر بازدید کنندگان سایت‌ها با مدیران سایت